# Eucalyptus radiata
Espèce
Classification phylogénétique
Répartition géographique
Eucalyptus radiata, l'eucalyptus radié, est une espèce de plantes à fleurs de la famille des Myrtaceae. C'est un arbre poussant sur les plateaux de la Nouvelle-Galles du Sud et dans les régions côtières de l'État de Victoria en Australie (voir carte).

## Description
C'est un arbre d'une trentaine de mètres de haut, pouvant atteindre 50 m.
Son écorce est fibreuse, grise ou gris brun se détachant en longs rubans. Les petites branches sont de couleur verte.

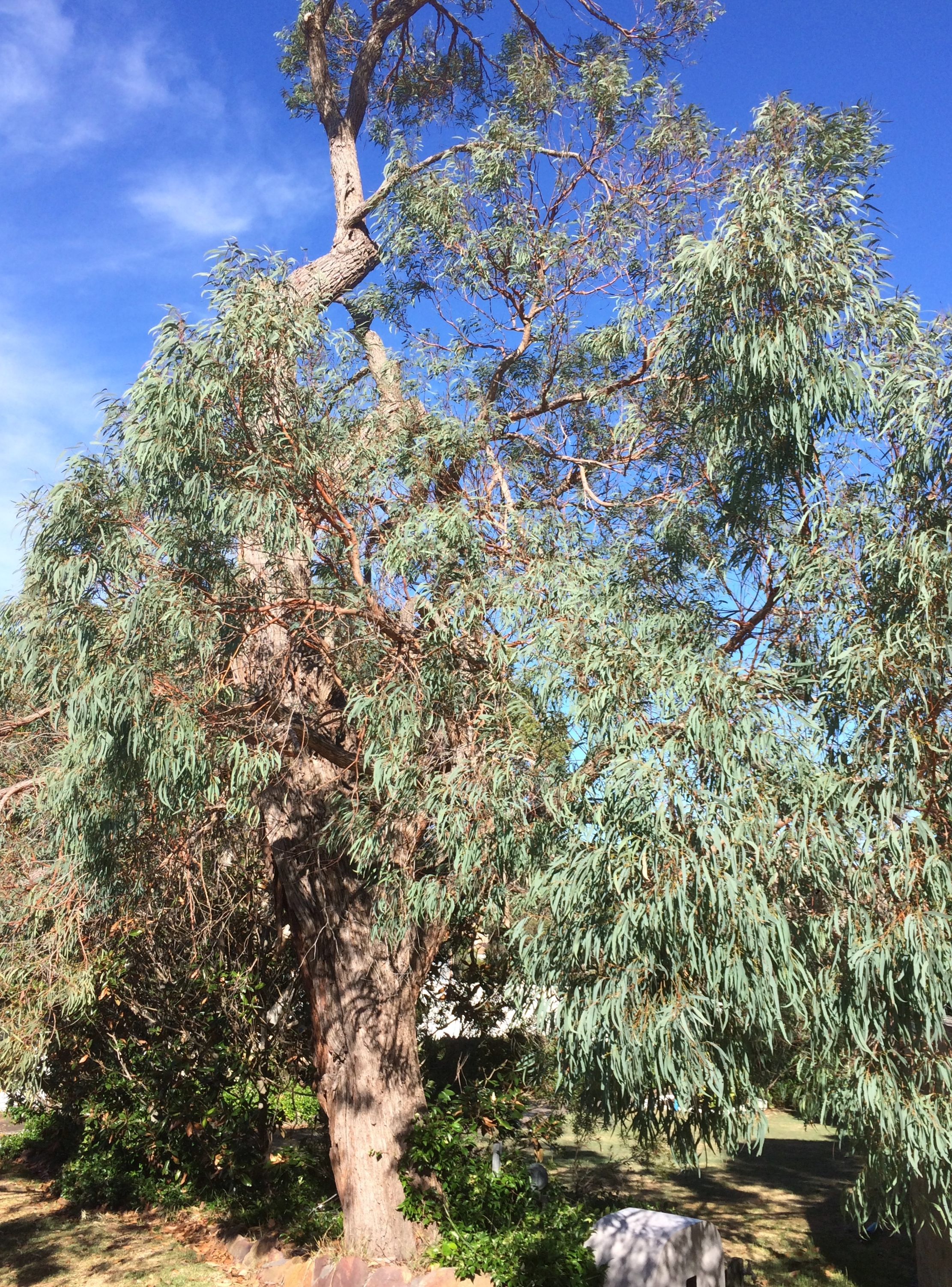

Les feuilles sont vertes, concolores, étroites, lancéolées, terminées en pointe et mesurent 7 à 15 centimètres de long sur 0,7 à 1,5 de large. Elles dégagent une odeur de menthe poivrée lorsqu'elles sont malaxées (Les espèces d'eucalyptus Eucalyptus piperita et Eucalyptus radiata sont regroupés dans les eucalyptus "peppermint" pour les anglophones).
Les fleurs sont regroupées par 11 à 20. Elles apparaissent en été (octobre à janvier) et sont de couleur jaune crème.

## Utilisation
Cette espèce est la plus utilisée en pharmacie pour ses huiles essentielles.
Principales propriétés médicinales de l'huile essentielle des feuilles :
Antibactérien – Anticatarrhal - Anti-infectieux léger – Antiviral - Décongestionnant de la muqueuse respiratoire et nasale – Énergisante - Expectorant - Fluidifiant des mucosités – Immunomodulant – Mucolytique – Rafraîchissant - Stimulant de glandes à mucine de l'épithélium bronchique et digestif.

## Galerie

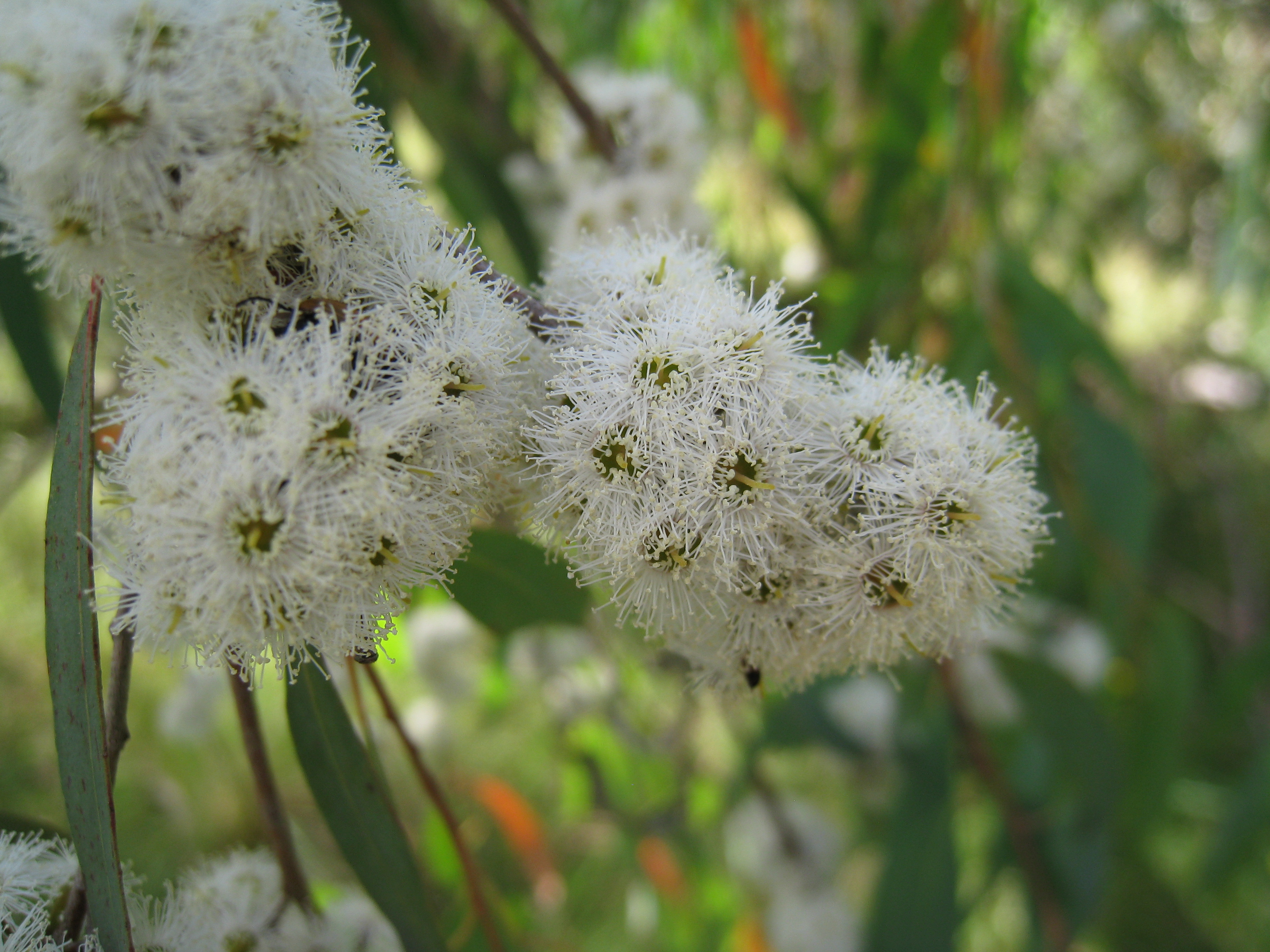
Fleurs.
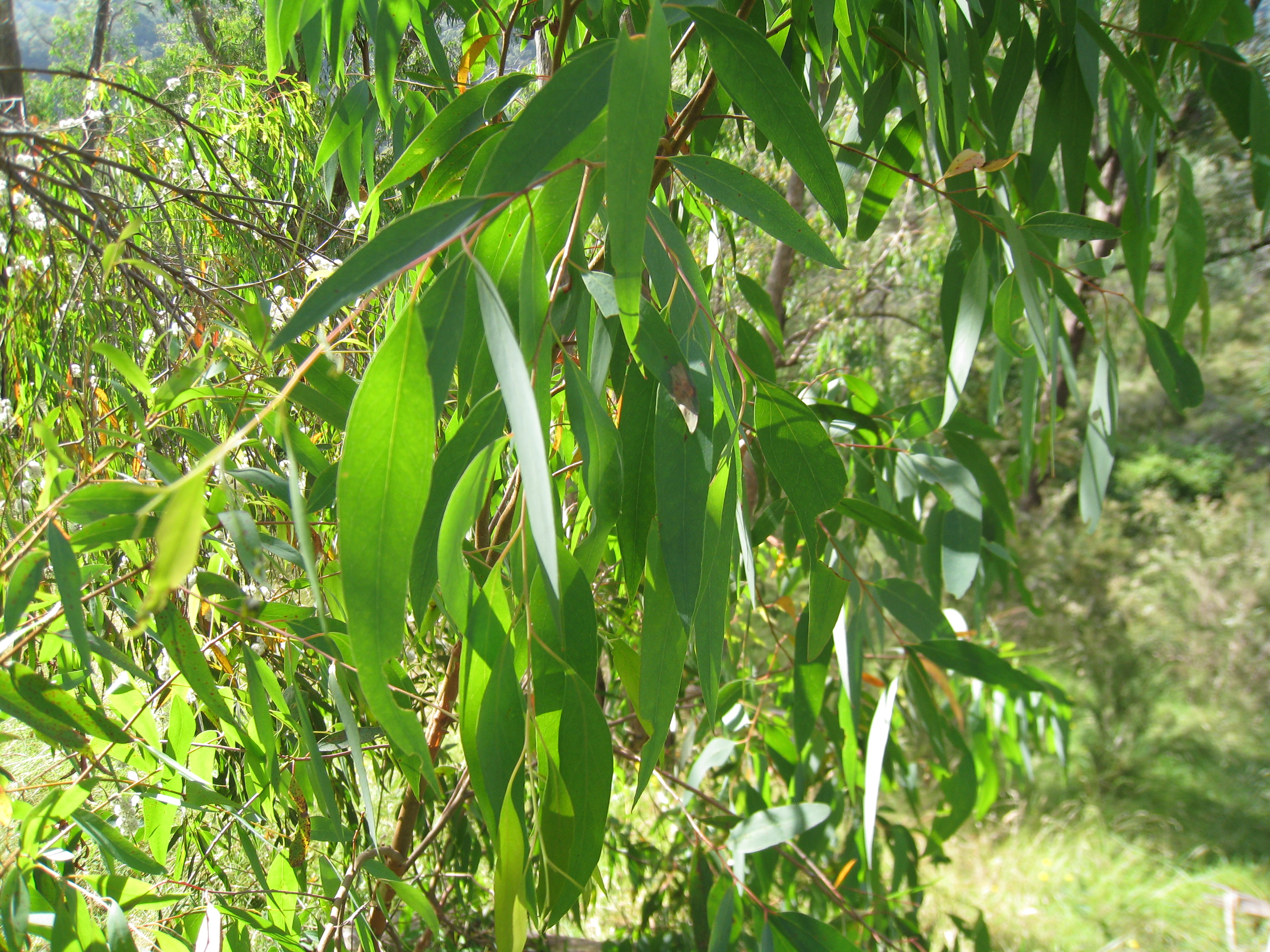
Feuilles.
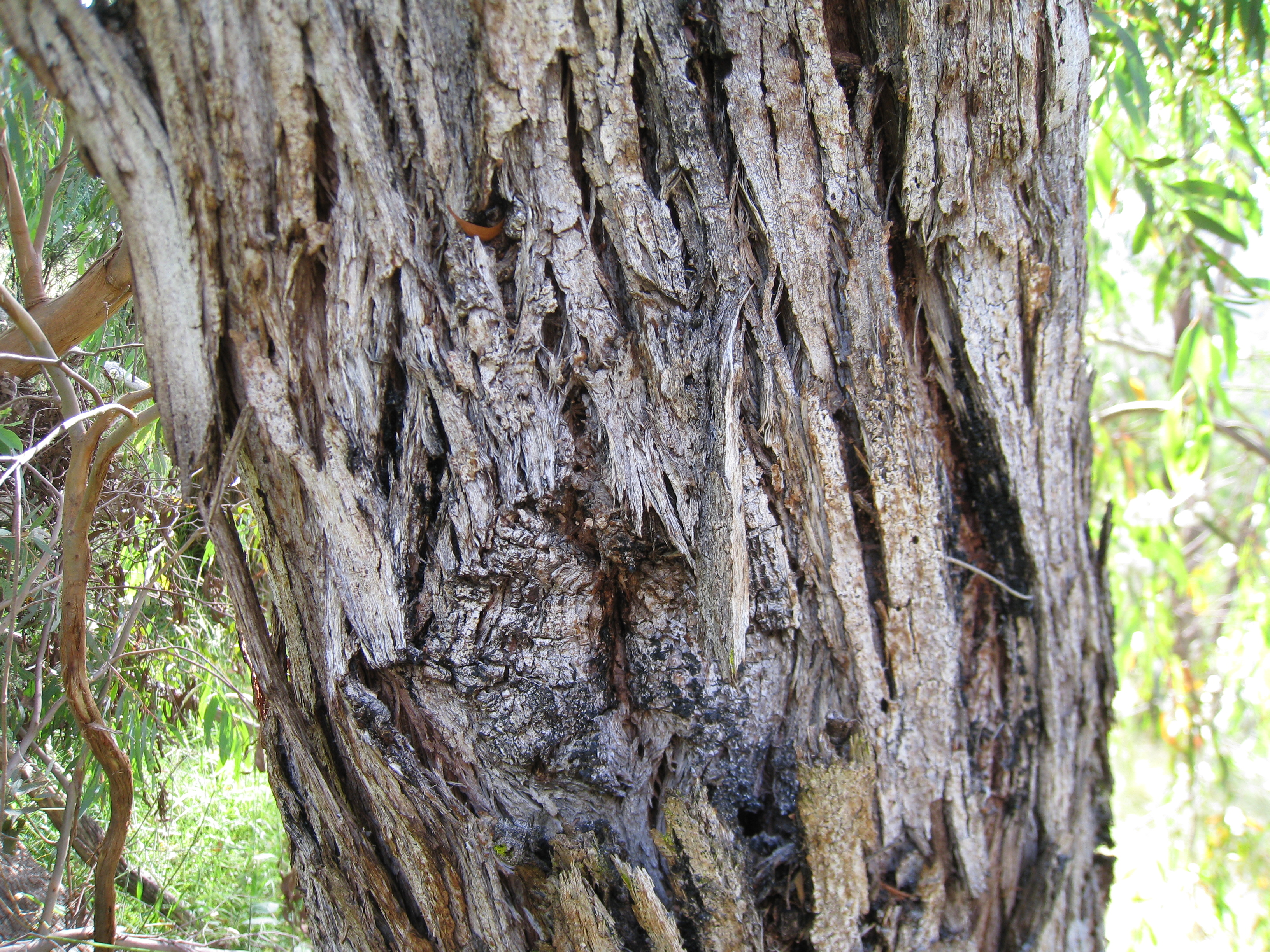
Écorce.